# ヘーデン・サージェント
ヘーデン・サージェント（Hayden Sargeant、1998年3月11日 - ）は、オーストラリアのラグビー選手。

## プロフィール
- オーストラリア・グラフトン出身[1]。
- ポジションはウィング(WTB)。
- 身長 175cm、体重 80kg
- U20オーストラリア代表に選ばれたことがある[2]。

## 略歴
2024年、パリ五輪の7人制オーストラリア代表に選ばれた。